# No Words (Dotan)
No Words è un singolo del cantante olandese Dotan, pubblicato il 21 maggio 2020.

## Tracce
1. No Words – 3:51